# لاگوآ فرموزا
لاگوآ فرموزا (به پرتغالی: Lagoa Formosa) یک منطقهٔ مسکونی در برزیل است که در میناز ژرایس واقع شده‌است. لاگوآ فرموزا ۱۸٬۱۱۱ نفر جمعیت دارد.